# سيريزجان غله زن مزارعي (مقاطعة فيروزآباد)
سيريزجان غله زن مزارعي (بالفارسية: سیریزجان گله‌زن مزارعی) هي قرية تقع في قسم خواجه‌اي الريفي في إيران. يقدر عدد سكانها بـ 72 نسمة .